# Río Bayano
Der Río Bayano ist ein Fluss in Panama in der Provinz Panamá.
Er ist ein Abschnitt im oberen Teil des Río Chepo. Benannt wurde er nach Bayano, dem Anführer des größten Sklavenaufstandes im 16. Jahrhundert in Panama. 1970 wurde ein Damm gebaut, der den Bayanosee aufstaute.